# Свинецродий
Свинецродий — бинарное неорганическое соединение
родия и свинца
с формулой RhPb,
кристаллы.

## Получение
- Сплавление стехиометрических количеств чистых веществ:

{\displaystyle {\mathsf {Rh+Pb\ {\xrightarrow {870^{o}C}}\ PbRh}}}

## Физические свойства
Свинецродий образует кристаллы
гексагональной сингонии, пространственная группа P 6/mmm, параметры ячейки a = 0,5678 нм, c = 0,4428 нм, Z = 3,
структура типа станнида кобальта CoSn
.
Соединение образуется по перитектической реакции при температуре 870°C.